# 1942: The Pacific Air War
1942: The Pacific Air War est un jeu vidéo de combat aérien pour PC développé par MicroProse, sorti en 1994.

## Scénario pour le mode carrière
Le joueur incarne un pilote d'avion sur le théâtre du Pacifique durant le second conflit mondial. Il est possible de choisir son camp : américain ou japonais, ainsi que le type d'avion (chasseur, bombardier en piqué ou torpilleur).
Le jeu commence en 1941 peu après l'Attaque de Pearl Harbor et le but est d'être le meilleur pilote.

## Système de jeu
Ce jeu possède, en plus du mode carrière habituel, un mode carrière historique basé sur des grandes opérations du conflit. Vous pourrez ainsi participer à la bataille de Midway ou celle de la Mer de Corail et changer ainsi le déroulement du conflit. Au fur et à mesure des mois et des différentes missions, il sera possible de piloter différents avions tels que le Corsair ou le Zero japonais.

### Les modes de jeu
- Un mode combat: Carrier Battle
- Un mode Carrière: Pilot Carrier
- Un mode Mission simple: Fly Single Mission

### Les missions
Il y a trois types de mission qui se déclinent en plusieurs types :
- Les missions chasseur :
  - Fighter sweep : détruire le plus de chasseurs ennemis
  - Control Air Patrol : mission de patrouille
  - Bomber escort : escorte de bombardier
- Les missions bombardement :
  - Bomb ship : bombarder un navire
  - Bomb base : bombarder une base
- Les missions torpillage :
  - Torpedo Ship : torpiller un navire
  - Bomb base : torpiller une base

## Accueil
| 1942: The Pacific Air War |      |       |
| Média                     | Pays | Notes |
| Computer Gaming World     | US   | 4/5   |
| Gen4                      | FR   | 88%   |
| Joystick                  | FR   | 94%   |